# 普斯陶沃奇
普斯陶沃奇，是匈牙利佩斯州所辖的一个村。总面积79.07平方公里，总人口1430，人口密度18.1人/平方公里（2011年1月1日）。